# Muzeum Náchodska
Muzeum Náchodska je krajská muzejní instituce sídlící v Náchodě. Zřizovatelem této příspěvkové organizace je od roku 2003 Královéhradecký kraj.
Muzeum Náchodska je přímým pokračovatelem Městského muzea v Náchodě, jehož založení schválilo Obecní zastupitelstvo města Náchoda dne 18. srpna 1879. Na sklonku 50. let 20. století (nejpozději roku 1960) dostalo muzeum okresní působnost a od tohoto data neslo název Okresní muzeum v Náchodě. Roku 2003 bylo Okresní muzeum v Náchodě přejmenováno na Regionální muzeum v Náchodě. Poslední změna názvu přišla v roce 2018, kdy s účinností od 1. června 2018 bylo Regionální muzeum v Náchodě přejmenováno na Muzeum Náchodska.
Muzeum v současné době (2024) spravuje celkem osm muzejních expozic ve třech obcích:
Náchod
- Broučkův dům v Náchodě (stálá expozice)[4]
- Výstavní síň Muzea Náchodska[5]
- Pevnost Dobrošov[6]

Hronov
- Jiráskův rodný domek[7]
- Jiráskovo muzeum v divadle v Hronově,[8]
- Stará papírna – Čapkův mlýn v Hronově[9]

Police nad Metují
- Klášter[10] – muzeum města Police nad Metují
- Stará škola Dřevěnka[11]

Muzeum svou činnost a sbírkové fondy prezentuje veřejnosti pomocí stálých expozic, výstav, přednášek a workshopů na různá témata. Kromě prezentační činnosti zajišťuje Muzeum Náchodska také archeologickou památkovou péči, provozuje muzejní knihovnu, realizuje edukační programy pro školní a zájmové skupiny a vydává periodické i neperiodické publikace.
Muzeum Náchodska je členem Asociace muzeí a galerií ČR (AMG).

## Historie

### Počátky muzea a Jan Karel Hraše

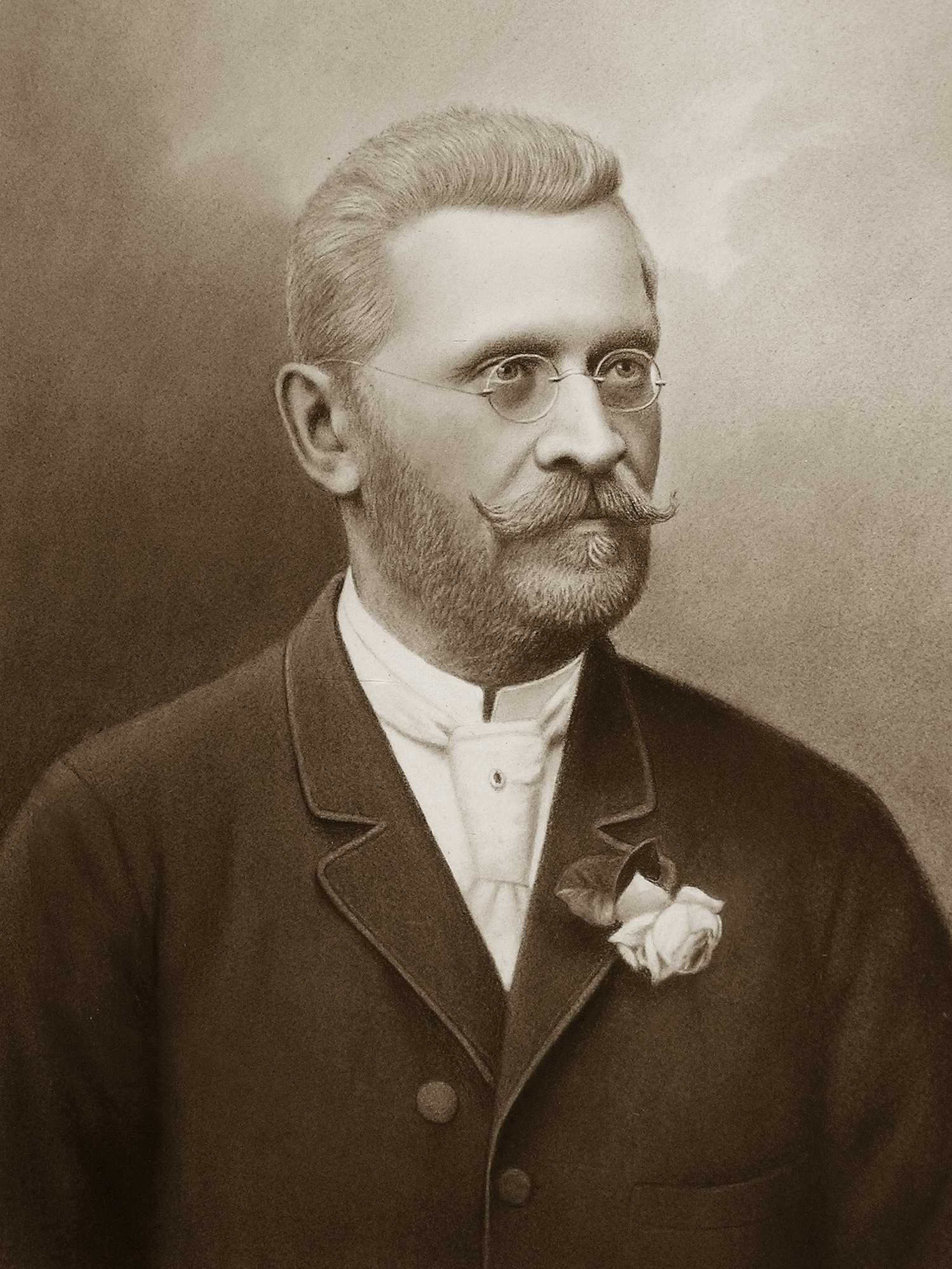
Jan Karel Hraše (1840–1907)

Samotné počátky muzea se datují do roku 1879, kdy dne 22. července 1879 podal okresní školní inspektor a konzervátor Jan Karel Hraše (1840–1907) návrh na vybudování "muzea starožitností". Jeho žádost byla Obecním zastupitelstvem města Náchoda dne 18. srpna toho roku kladně vyřízena:
"Slavné obecní zastupitelstvo města Náchoda v památním sdělení svém 18. srpna 1879 s velkou radostí uvítalo návrh ředitele měšťanské školy p. Jana K. Hraše, aby založeno bylo archeologické museum, jelikož Náchod nade všecka města v cel=m okresu vyniká a co bašta na pomezí českokladském nejlépe se hodí za sídlo toho muzea a jednohlasně usneslo se výtečnou tuto myšlenku uvésti ve skutek radou a přispěním p. Hrašeho, c. k. insp. škol. a konzervátora býv. kraje Hradeckého a Čáslavského, jenž po mnohá léta úmyslem zřízení musea u nás pilně se zanášel".
J. K. Hraše byl také prvním správcem Městského muzea v Náchodě, a to až do své smrti. Jeho soukromá archeologická sbírka, tehdy umístěná v jedné místnosti ve druhém poschodí náchodské měšťanské chlapecké školy, se po sloučení se sbírkami školními, které byly vytvořeny, systematicky budovány a spravovány samotným J. K. Hrašem již od roku 1871, stala zárodkem náchodského muzea. Sbírka a muzeum byly veřejnosti zpřístupněny roku 1880, a to v prvním patře náchodské městské radnice, což dokládá i dobový oběžník z téhož roku podepsaný purkmistrem Antonínem Rokošem:
"Uctivě podepsaný purkmistrovský úřad oznamuje p. t. obecenstvu, že v městě Náchodě zařízeno a těchto dnů otevřeno bylo archeologické městské muzeum, kteréž nalézá se v městské radnici na náměstí v prvním poschodí. Muzeum to otevřeno jest po čas prázdnin vždy ve čtvrtek a v neděli od 10–12 hodin dopoledne zdarma".
V letech 1881–1886 byly muzejní sbírky vystaveny v prvním poschodí staré radnice, odkud byly posléze přestěhovány do nové budovy měšťanské školy v dnešní Hrašeho ulici. V roce 1905 bylo muzeum opět přestěhováno, tentokrát do prostorů nové radnice na náměstí.
J. K. Hraše považoval založení náchodského muzea za mimořádný čin, přičemž ve své závěti jej dokonce nazval "svým dítkem" a přál si, aby se pohřební průvod na jeho poslední cestě před muzeem zastavil. Zásluhou Hrašeho se muzeum stalo nejstarší muzejní institucí severovýchodních Čech a zařadilo se mezi 25 nejstarších muzeí v zemi.

### Muzeum po smrti J. K. Hrašeho (do roku 1960 – pod taktovkou Musejní společnosti Náchod)
Po smrti J. K. Hrašeho byl správcem muzea jmenován učitel G. Luncar, který v muzeu působil až do roku 1913. V té době, stejně jako v období trvání první světové války, zájem o muzeum značně poklesl. Až do roku 1924 nemělo náchodské muzeum žádného správce, přičemž tehdy se této funkce dobrovolně ujal učitel Vilém Šafář. Za jeho působení byly zrevidovány, nově instalovány a zkatalogizovány muzejní sbírky. Dalšímu rozvoji muzea však vadil nedostatek potřebných prostor. Tento nedostatek byl vyřešen v roce 1930, kdy muzeum získalo dosavadní místnosti městské spořitelny v přízemí radnice. Na tomto místě byla ještě téhož roku zřízena nová expozice vybraná z téměř 4000 inventárních čísel. Vedení celého muzea, které spočívalo pouze na jednom zaměstnanci, bylo ovšem chápáno jako značně nevyhovující. Proto v roce 1929 navrhl předseda kulturního odboru městského zastupitelstva Vincenc Fikr zřízení Musejní společnosti Náchod „na záchranu a studium památek národních“.
Dne 21. ledna 1931 byl zvolen sedmičlenný výbor Musejní společnosti, jehož úkolem bylo vypracovat její stanovy (ty byly schváleny 14. dubna 1932). Dne 8. dubna 1932 se v náchodské sokolovně konala ustavující schůze Musejní společnosti, jejímž předsedou byl zvolen Vincenc Fikr. Kromě toho bylo na této ustavující schůzi zřízeno čtyřčlenné kuratorium společnosti, v jehož čele stál vždy starosta města. Kromě městského muzea převzala Musejní společnost rovněž správu nad městským archivem a obrazárnou. Hlavní úkol společnosti, který je obsažen ve druhém paragrafu stanov Musejní společnosti, zněl:
„Shromažďovati památky, docilovati obraz dávného Náchoda, poučovati obyvatelstvo o vývoji města i okolí a pracovati k vědeckému prozkoumání kraje“.
Přes zjevné úspěchy Musejní společnosti se tato organizace ovšem nerozvíjela tak, jak by si její předsednictvo přálo, což bylo zapříčiněno zejména v souvislosti se světovou hospodářskou krizí, která trvala mezi lety 1929–1933. Po smrtí dosavadního správce muzea Viléma Šafáře byla po dobu tří let správa muzea řešena tak, že jednotlivým členům musejní společnosti byly svěřeny ucelené oblasti sbírek. Od roku 1936 mělo muzeum opět jediného správce, kterým se stal náchodský učitel Metoděj Jirásek.
V době nacistické okupace byla činnost Musejní společnosti značně omezena, jelikož prostory obrazárny a pak i muzea byly roku 1942 zabrány Němci pro vojenské účely. Obrazy byly zapůjčeny do městských institucí (hlavně do městské spořitelny), muzejní sbírky byly uloženy do beden a umístěny v přednáškovém sále městského divadla. V roce 1943 poté zemřel dosavadní předseda správního výboru Josef Moravec, jehož nahradila a předsedkyní se stala spisovatelka Sida Volfová. Ta ovšem ve funkci dlouho nevydržela, když byla roku 1944 vystřídána Dr. Jindřichem Köcherem, ředitelem městského úřadu.
Obrat v činnosti Musejní společnosti nastal až po osvobození v roce 1945. Po skončení druhé světové války začala společnost vyvíjet velkou snahu získat pro sebe část Státního zámku v Náchodě, který byl hned v roce 1945 vyvlastněn německému rodu Schamburg-Lippe. V letech 1945–1948 probíhala jednání o umístění muzea do druhého poschodí náchodského zámku, a to nejprve se zemským národním výborem a od roku 1947 s kulturní komisí při ministerstvu školství. V květnu roku 1948 bylo muzeu pronajato 8 místností, ovšem s tou podmínkou, že v případě potřeby budou kdykoli uvolněny. Bylo rozhodnuto, že na zámku bude umístěna prozatím jen obrazárna. K přestěhování muzejních sbírek však došlo až v roce 1950 a po instalaci jejich části byla první část muzea dne 18. září 1951 zpřístupněna veřejnosti. Jednalo se o expozici dějin Náchodska od pravěku do 12. století vytvořenou Oldřichem Šafářem, expozici prusko-rakouské války z roku 1866 připravenou Bohuslavem Peterkou a část týkající se roku 1848 sestavenou Sidou Volfovou.
Musejní společnost měla na rozvoji náchodského muzea obrovský podíl. Po svém ustanovení ho dokázala dovést do uspokojivého stavu, přečkala i nelehké období německé okupace a vybudovala první expozici moderního typu v prostorách státního zámku. Zasloužila se také o podstatné rozšíření muzejních sbírek a nezapomínala ani na výstavní činnost. Po zániku Musejní společnosti Náchod řídili muzeum dobrovolní pracovníci, přičemž správcem muzea zůstal Metoději Jirásek, jemuž velkou měrou pomáhal Oldřich Šafář. Ten také po smrti Metoděje Jiráska muzeum vedl až do roku 1959. Za vedení M. Jiráska a O. Šafáře byla především udržována a rozšiřována stávající expozice, která byla příznivě posuzována i v rámci celého kraje. Muzejní práci ovšem velmi znesnadňoval naprostý nedostatek finančních prostředků, což bránilo především rozšiřování sbírek vlastními nákupy.

### Muzeum od 60. do 80. let 20. století (období profesionalizace)
Ke změně stavu, kdy muzeum vedli dobrovolní pracovníci (především M. Jirásek a O. Šafář) a kdy panoval nedostatek financí, došlo až v roce 1960, kdy bylo rozhodnuto o profesionalizaci vedení náchodského muzea. Z důvodu pracovní zaneprázdněnosti Oldřicha Šafáře se stal vedoucím muzea bývalý středoškolský profesor J. Rousek. Za Rouskova vedení zahrnovala muzejní expozice celkem pět místností, z nichž ve čtyřech byly instalovány exponáty z období od pravěku do 18. století a v 5. místnosti se nacházela prozatímní expozice dělnického hnutí. Kromě toho vlastnilo muzeum v této době ještě čtyři depozitáře a nezpracovanou knihovnu čítající zhruba 1500 svazků. Pro vážné zdravotní potíže se J. Rousek musel v roce 1962 vedení muzea vzdát a na jeho místo nastoupil bývalý středoškolský profesor Jan Juránek, jenž přijal výzvu odboru školství a kultury ONV v Náchodě, aby nastoupil na uvolněné místo ředitele náchodského muzea.
J. Juránek ovšem hned na začátku stál před třemi nelehkými úkoly, a to přeměnit muzeum městské v okresní, zpřístupnit pevnost z r. 1938 na Dobrošově veřejnosti a být garantem stavebních úprav, které souvisely se stěhováním muzea do nových prostor. Muzeum navíc v době Juránkova nástupu trápil opětovný problém s nedostatkem finančních prostředků a s nedostatkem odborných pracovníků. Přesto bylo v tomto období vykonáno mnoho užitečné práce. Jako zařízení s celookresní působností byla náchodskému muzeu podřízena čtyři muzea v okrese (Městské muzeum Broumov, Muzeum Boženy Němcové v České Skalici, Muzeum Aloise Jiráska v Hronově a Městské muzeum Jaroměř), přičemž další muzea nacházející se na území okresu byla zrušena a jejich sbírky převedeny do Náchoda. V 60. letech 20. stol. vznikly také dvě pobočky Okresního muzea v Náchodě. Jednalo se o rodný domek Josefa Krapky-Náchodského na Pavlišově, kde byla otevřena malá expozice o jeho životě a dále o pevnost Dobrošov, k jejímuž zpřístupnění dal podnět svaz protifašistických bojovníků v Náchodě. Veřejnosti byla natrvalo pevnost otevřena dne 1. května 1969.
V roce 1972 došlo ke změně ve vedení muzea, když J. Juránka nahradil a novým ředitelem se stal promovaný historik Václav Tocháček. V této době pracovalo v muzeu celkem 8 pracovníků a muzejní sbírky obsahovaly přes 7,5 tisíce inventárních čísel. Za ředitele Tocháčka bylo roku 1976 zjištěno, že Krapkův domek na Pavlišově je v havarijním stavu, přičemž byla navržena jeho úplná rekonstrukce a nakonec byl v roku 1979 stržen a jeho místě pietně upraveno. Začalo se také s budováním nové expozice okresního muzea v prostorách náchodského zámku pod názvem „Náchodsko – kapitoly ze současnosti a minulosti“, jejíž slavnostní vernisáž proběhla 6. září 1976. Současně s expozicí na zámku byla natrvalo zpřístupněna i nová expozice přímo v prostorách Okresního muzea Náchod, jež byla rozdělena celkem na 5 částí (pravěké osídlené Náchodska, feudalismus, kapitalismus, výstavba opevnění v ČSR v letech 1935 až 1938 a současnost okresu).
Roku 1980 z muzea v souvislosti s plněním jiných úkolů dosavadní ředitel V. Tocháček odešel a na jeho místo nastoupil Václav Sádlo. S jeho nastoupením do funkce ředitele Okresního muzea v Náchodě dne 1. dubna 1980 započala nová etapa práce muzea, zaměřená na lepší organizaci práce, intenzivní zpracování sbírek i jejich rozšiřování. V průběhu téměř tří desetiletí se i V. Sádlo musel v muzeu vyrovnat s řadou problémů spojených s prostorovým řešením týkajícím se především umístění depozitářů, knihovny, konzervátorské dílny, pracoven odborných pracovníků apod. Nicméně povedl se mu v muzeu udělat, podobně jako J. Juránkovi, kus dobře odvedené práce. Během jeho působení byla věnována pozornost zpracování dosud nezpracovaných fondů bývalých muzeí v Nahořanech a v Novém Městě nad Metují, byl zpracován dosud neevidovaný knižní fond okresního muzea, došlo k vytvoření nového muzejního oddělení dokumentující současnost a regionální dějiny 20. století. V souvislosti s příchodem nového archeologa Zdeňka Lochmanna byly zahájeny i archeologické výzkumy muzea, a to plošným výzkumem tvrze v České Skalici. Dále v roce 1984 získalo okresní muzeum v souvislosti s vystěhováním Okresní galerie Náchod další prostory, které využilo pro knihovnu, výtvarný atelier a pro výstavní sál.
Roku 1985 dostalo okresní muzeum podle požadavků ministerstva kultury novou organizační strukturu, sestávající se ze tří částí: a) útvar ředitele; b) oddělení sbírkové a kulturně výchovné práce (sestávající ze 3 pracovníků); c) provozní oddělení a služby (též sestávající ze 3 pracovníků). V roce 1987 bylo zahájena výstavba provozního areálu na Dobrošově, přičemž zde bylo vybudováno sociální zabezpečení, pokladna a především přednáškový a výstavní sál, které umožňovaly i audiovizuální projekci. Od poloviny 80. let 20. století se pro účely náchodského muzea začaly adaptovat nové prostory na náchodském zámku. Do pádu komunistického režimu ale nebyly práce související s novými prostory dokončeny a hrozilo, že o budovu projeví restituční nárok rod Schamburg – Lippe. Nakonec se kvůli vysokému nájmu muzeum muselo vystěhovat z druhého patra jedné z budov na zámku. V 80. letech také v souladu s tehdejšími tendencemi došlo k integraci dvou městských muzeí – Památníku města Police nad Metují, jenž vznikl v roce 1946, a Jiráskova muzea v Hronově, které bylo založeno již v roce 1908.

### Muzeum od počátku 90. let 20. stol. do současnosti

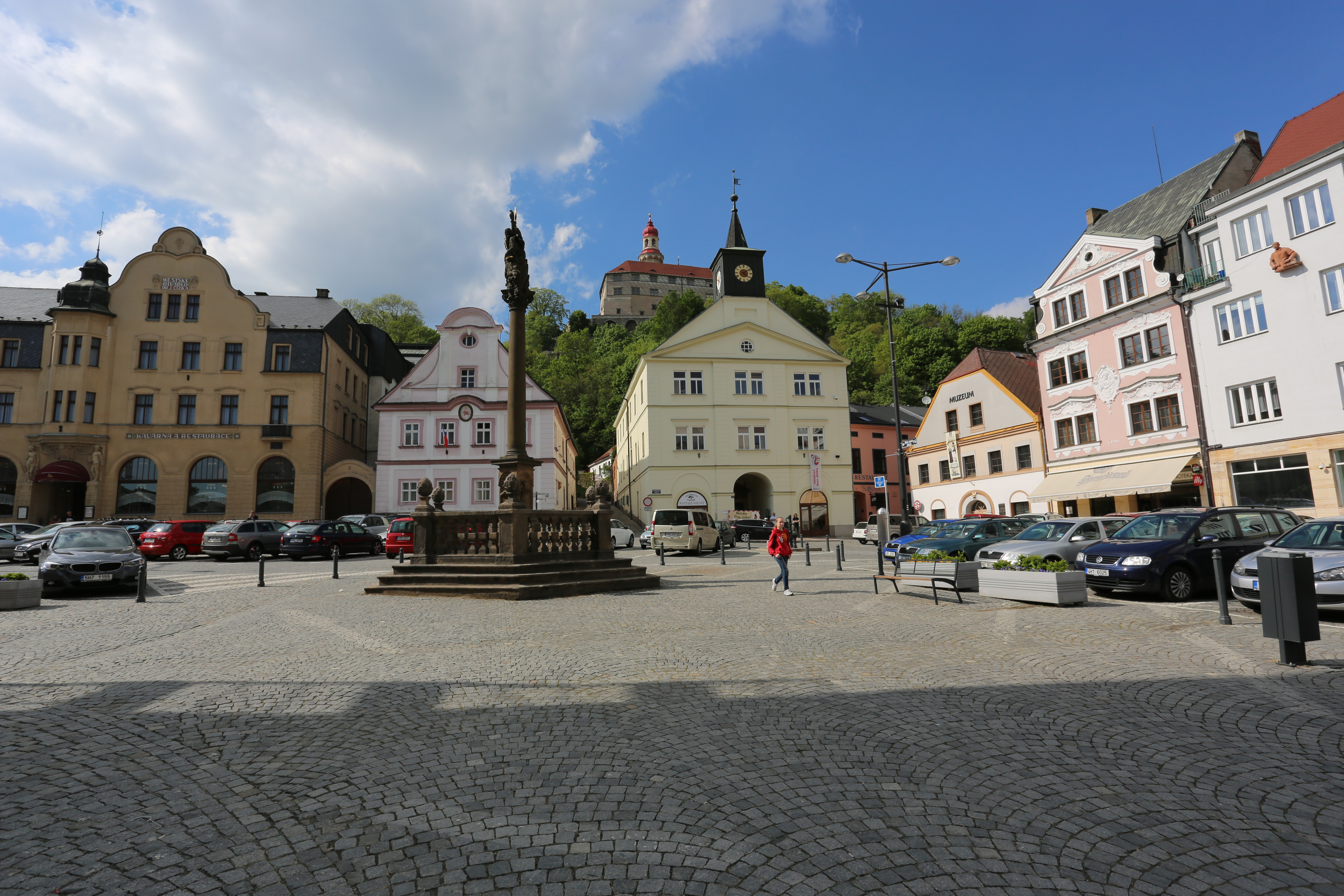
Pohled na Starou radnici a Broučkův dům z Masarykova náměstí

Na náchodském zámku rozhodně nebyly poměry ideální, ale přesto se posléze v první polovině 90. let 20. století podařilo vše srovnat a přestěhovat do jedné budovy bývalého schaumburského lesního úřadu (dům čp. 1284 v areálu zámku). Do domu čp. 1284 tak byly přemístěny všechny depozitáře a pracovny muzea. Dlouho se nedařilo najít prostory nové, zlom a přelomový okamžik nastal až v roce 1998, kdy nabídl muzeu tehdejší okresní úřad dům čp. 18, jeden ze dvou původních měšťanských domů na náchodském náměstí T. G. Masaryka. V následujícím roce 1999 se uskutečnila náročná přestavba tohoto domu pro muzejní účely, kdy byly v rámci technických možností všechny jeho zajímavé původní části zachovány a některé, doposud skryté, pro příští návštěvníky nově zpřístupněny (kamenný sloup v přízemí nebo část roubeného zdiva v prvním patře). Po provedení potřebných stavebních úprav, které trvaly od června do konce října 1999 zahájil kolektiv pracovníků muzea podle ideového záměru V. Sádla a kolektivně vytvářeného scénáře instalaci expozice Dějiny Náchoda a Náchodska, která začíná pravěkem a končí 4. říjnem 2000. Právě v tento den byla expozice slavnostně otevřena za účasti Václava Klause, tehdejšího předsedy Poslanecké sněmovny, jenž mimo jiné na adresu expozice pronesl tato slova „Expozice je moderní a nápaditá. Poslouží odborníkovi, tak i laikovi, který chce znát pouze povšechné informace“.
V roce 2003 změnilo muzeum zřizovatele, kterým se stal Královéhradecký kraj a přejmenovalo se na Regionální muzeum v Náchodě. Díky pochopení města Náchoda byla muzeu poskytnuta pro potřeby depozitářů a administrativních prostor část budovy staré radnice z poloviny 17. století. Náročný přesun celé instituce z domu čp. 1284 na zámku do nových prostor na náměstí byl završen v roce 2006. V budově Staré radnice na Masarykově náměstí (čp. 1) sídlí muzeum i v současné době (2024). K poslední velké změně došlo v roce 2018, když s účinností od 1. června 2018 bylo Regionální muzeum v Náchodě přejmenováno na Muzeum Náchodska.

## Budovy a expozice

### Stará radnice (Masarykovo Náměstí 1, 547 01, Náchod)

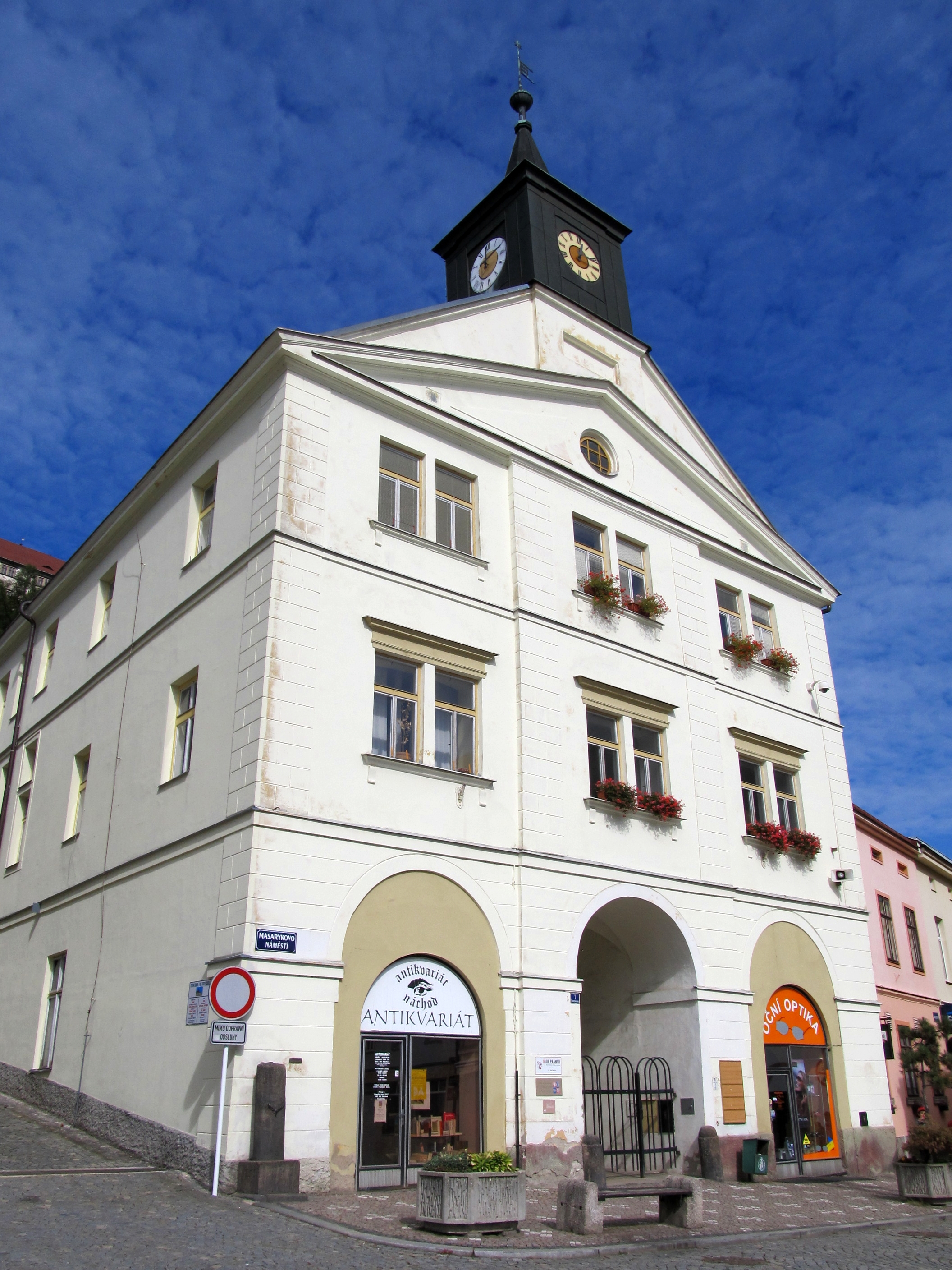
Stará radnice - ředitelství muzea

Nejstarší zpráva o dřevěné náchodské radnici pochází z roku 1491. V letech 1657–1659 byla vystavěna zděná jednopatrová budova podle plánu italského architekta Carla Luraga (1615–1684). V roce 1856 pak byla tato budova pro potřeby okresního soudu zvýšena o druhé patro. Stará radnice je dvoupatrová zděná nárožní budova radnice s vížkou nad střední částí hlavního průčelí mírně vystupující z fronty náměstí. Vstup vede pískovcovým raně barokním portálem, na kterém se nachází náchodský městským znak. Průčelí do náměstí je trojdílné s mírně vystupujícím středním rizalitem, nároží jsou armovaná. Na hlavní římsu nasedá dvojitý trojúhelný klasicistní štít. Boční průčelí jsou prostá. Při jihozápadním nároží je umístěno torzo pranýře. Dnes se prostorách Stará radnice nacházejí muzejní depozitáře, knihovna, kanceláře muzejních kurátorů a vedoucích pracovníků Muzea Náchodska.

### Broučkův dům (Masarykovo Náměstí 18, 547 01, Náchod)
Jedná se o jednopatrový nárožní dům na severním konci východní fronty náměstí, jenž je zděný na lichoběžném půdoryse s bočním křídlem při ulici. Hlavní průčelí je v patře pětioké s parapetní a hlavní římsou, v přízemí trojosé s portálem se stlačeným záklenkem a klenákem s reliéfem koruny. Přízemí má zaklenutá, dvorek je zastavěn novým výstavním sálkem. Patro opakuje dispoziční přízemí, je však upraveno pro expoziční účely. Dnešní dům byl vystavěn na místě staršího objektu po požáru z roku 1753. Dům měl zděné klenuté přízemí a omítané roubené patro, dochované do konce 20. století. Dům byl do dnešní podoby upraven v roce 1999, přičemž Muzeum Náchodska se do něho nastěhovalo v roce 2000 z důvodu nevyhovující prostorové situace na náchodském zámku.
Dnes se v prostorách Broučkova domu nachází expozice nazvaná Dějiny Náchoda a Náchodska. Expozice zachycuje dějiny Náchoda a jeho okolí od pravěku, přes středověk a novověk až do současnosti. Regionální historie se zde prolíná s dějinami celého českého národa. Návštěvník se v rámci expozice může seznámit s každodenními rituály pravěkých lidí, s principy zakládání středověkých měst a hradů nebo se starostmi, které provázely každý den život lidí v 17. a 18. století. Nechybí zde ani osobní předměty kněžny Kateřiny Vilemíny Zaháňské (1784–1839), známé z knih Boženy Němcové (1820–1862), nebo informace o vojenské historii, která je s Náchodem úzce spjata. Zmíněna je také důležitá kapitola historie Náchoda spojená s textilním průmyslem, který byl pro zdejší region velmi důležitý.

### Výstavní síň Muzea Náchodska (Tyršova 247, 547 01, Náchod)

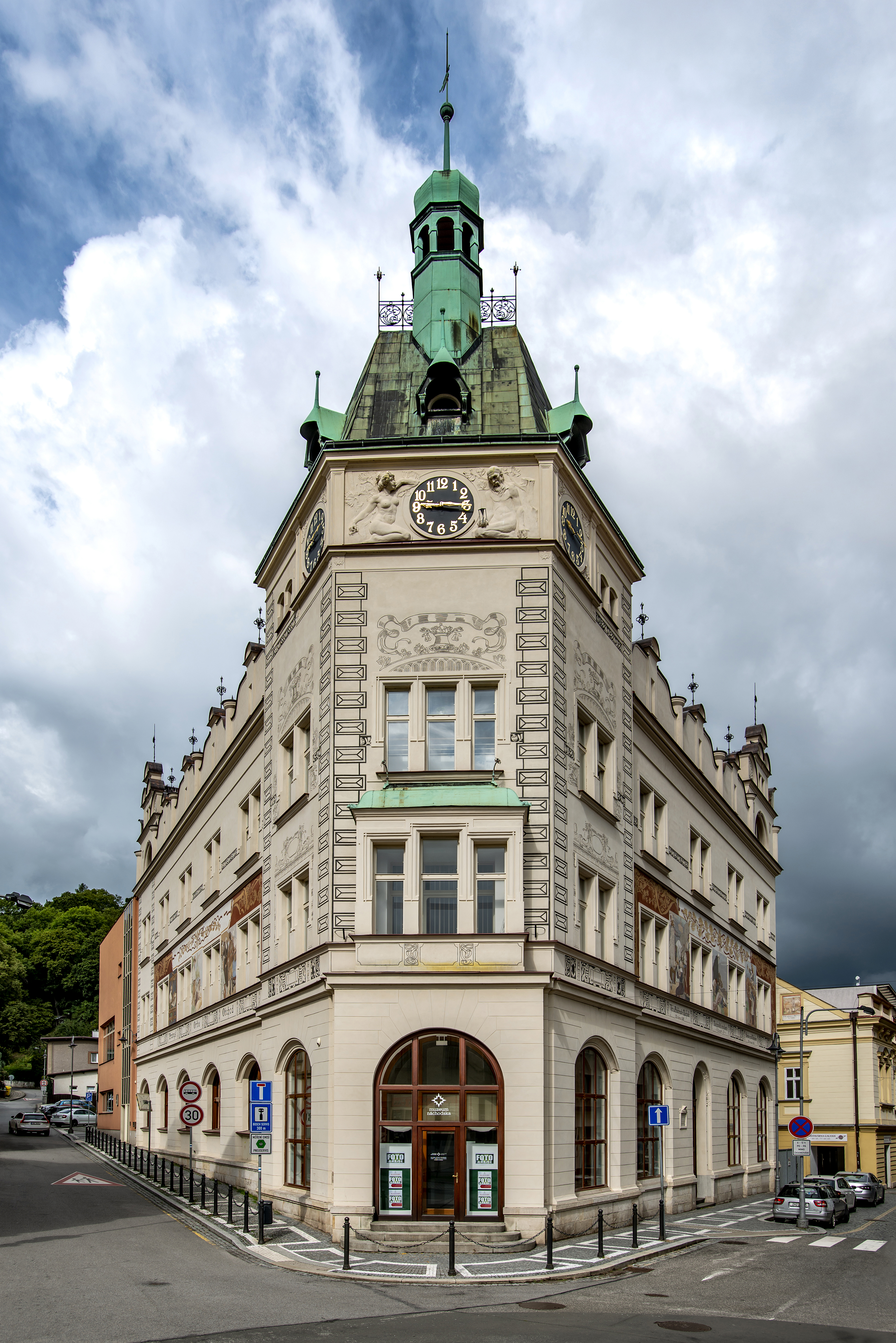
Výstavní síň Muzea Náchodska

Novorenesanční třípodlažní budova, v níž se dnes nachází Výstavní síň Muzea Náchodska, byla vystavěna v letech 1901–1902 podle projektu pražských architektů Václava Vejrycha a Vojtěcha Pikla na pohledově exponované nárožní parcele. Stavba je charakteristická nárožní mohutnou věží. Parter je zdoben jemnou pásovou rustikou, obě patra věže jsou pak dekorována rozvilinami, psaníčky i dalšími geometrickými tvary. Boční fasády jsou zdobeny freskami Karla Špilara (1871–1939) a Antonína Brunnera. Na jižní fasádě můžeme nalézt výjevy z historie Náchoda, doplněné textem a letopočtem (např. Švédové před Náchodem 26. července 1639), na západní se pak nachází alegorie průmyslu, orby a obchodu. Boční fasády jsou ukončeny atikou v podobě malých štítů. Interiér je rovněž zdobený, a to především v patře objektu. Celkově se dá říci, že budova je dokladem prosperity a kulturní úrovně města i širokého okolí na přelomu 19. a 20. století.
Pro své výstavy Muzeum Náchodska využívá prostory v přízemí této budovy již od 80. let 20. století. Na jednotlivých výstavách spolupracuje s tradičními místními firmami a propojuje tak oblast kultury s oblastí odpovědného podnikání. Kromě toho jsou zde vystavovány práce náchodských spolků a dalších partnerských organizací.

### Jiráskovo muzeum v divadle (Náměstí Čs. armády 500, 549 31, Hronov)

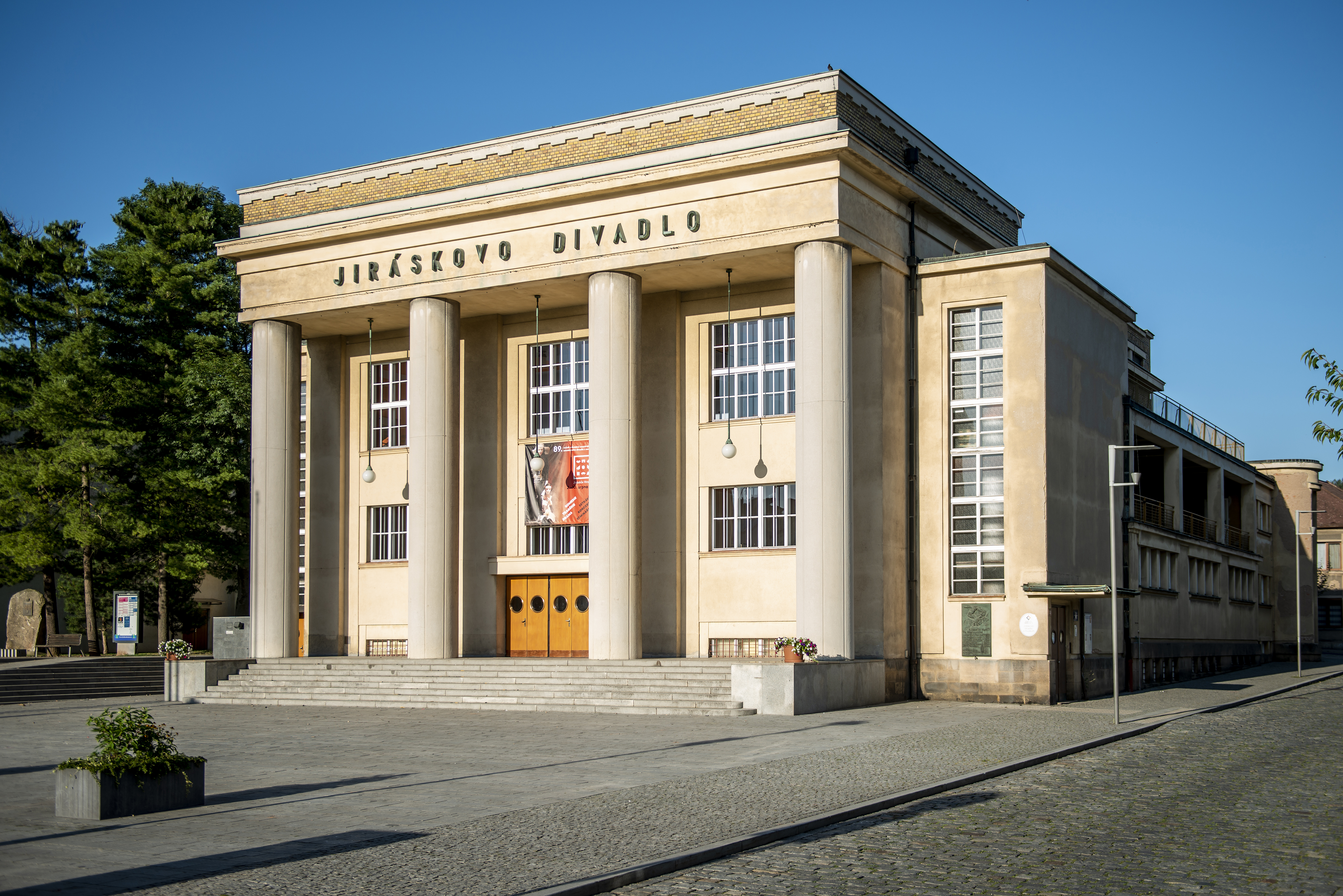
Jiráskovo divadlo v Hronově, kde se nachází Jiráskovo muzeum

Jiráskovou muzeum v divadle sídlí v budově Jiráskova divadla v Hronově, významné konstruktivistické stavbě s prvky neoklasicismu s řadou originálních detailů. Hlavní průčelí divadla má portikus o čtyřech sloupech, nad jevištěm se zvedá typická věžová nástavba z cihelného zdiva okrové barvy. Hlavní sál s trámovým stropem a přiznanou konstrukcí zdobí kaligraficky psaná jména Jiráskových děl. Na vzhledu interiéru se významně podílí i dřevěné obklady stěn a malovaný obklad stropních trámů.
Hronovské muzeum bylo založeno v roce 1908 a v projektu městského divadla z roku 1928 od místního rodáka a Kotěrova žáka Jindřicha Freiwalda (1890–1945) bylo v podkroví pamatováno právě i na prostory pro muzejní expozice. Expozice je věnovaná osobnosti a dílu Aloise Jiráska (1851–1930) a velký důraz je kladen na autentické vzory jeho literárních postav (Josef Regner, Antonín Knahl). Připomenuty jsou ale i další významné hronovské osobnosti, jako je například Josef Čapek, Egon Hostovský, Jindřich Freiwald, a jejich tvorba a dílo.

### Jiráskův rodný domek (Jiráskova 90, 549 31, Hronov)

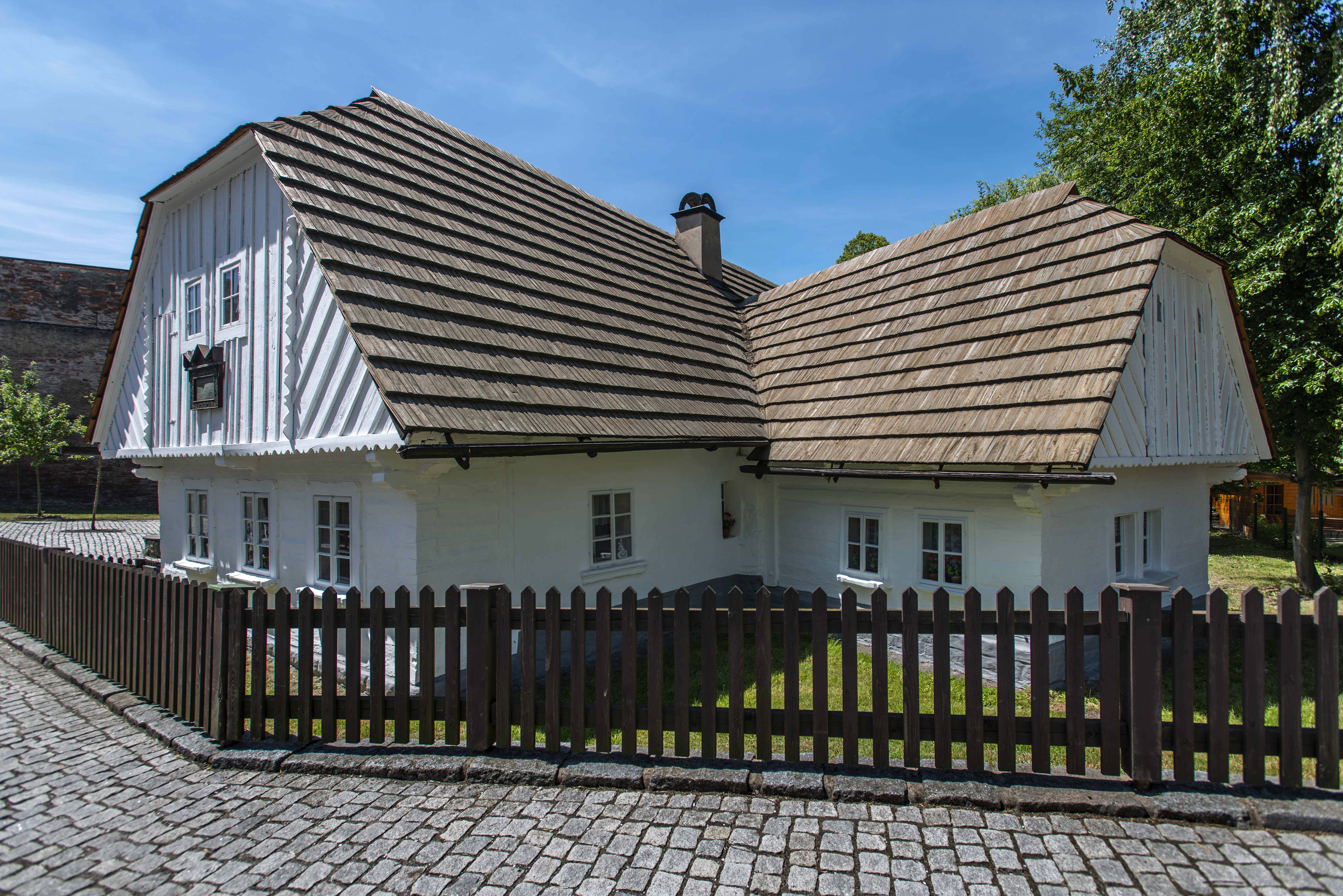
Jiráskův rodný domek v Hronově

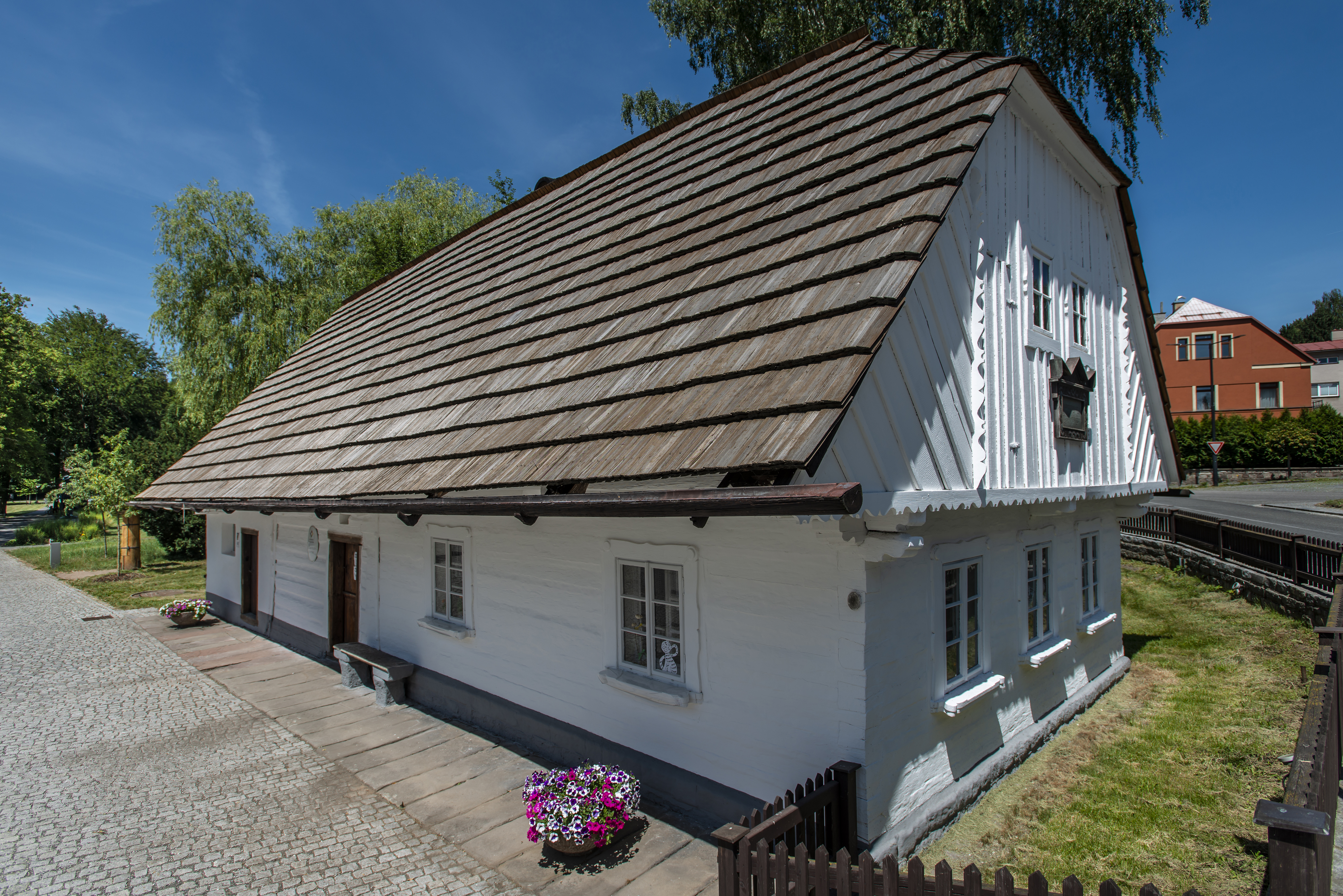
Jiráskův rodný domek v Hronově

Jiráskův rodný domek, který postavil v 90. letech 18. století Jakub Jirásek, je ukázkou tradiční lidové architektury právě z konce 18. století. Jedná se roubený a zděný dům s šikmo přisazenou boční světničkou (na severní straně), stojící kolmo k silnici v blízkosti kostela. Dispozice domu je klasická – trojdílná, se světnicí na východní straně, zděnou černou kuchyní při východní stěně síně a dvoutraktovým zadním dílem s komorou a chlévem. Stěny i štíty domu jsou podle obyčeje 19. století obílené.
V domku se dne 23. srpna roku 1851 narodil jeden z nejvýznamnějších českých spisovatelů Alois Jirásek. Jeho otec Josef zde provozoval pekařské řemeslo. V roce 1925 objekt koupilo město Hronov a v letech 1955 až 1957 ho nechalo zrekonstruovat. Od 80. let 20. století je domek spravován náchodským muzeem. V roubené chalupě z konce 18. století si v současné době (k roku 2024) návštěvník může užít atmosféru rodinné pekárny, která je vybavena nepůvodním zařízením a lidovým nábytkem.

### Stará papírna – Čapkův mlýn (Jungmannova 107, 549 31, Hronov)
Původní papírnu vybudoval mlynář roku 1821 mlynář Jan Prouza, ta ovšem byla po roce 1850 zrušena a budova přestavěna. Roku 1890 mlýn zakoupil Karel Novotný (1837–1900), děda sourozenců Heleny, Josefa a Karla Čapkových. Děti vyrůstaly v Úpici, ale pobývaly i u prarodičů v Hronově, což je následně ovlivnilo i v pozdější tvorbě. V roce 1907 rodina Čapkových mlýn prodala, jelikož Josef se nechtěl vázat k budoucímu podnikání v tkalcovně, peníze z prodeje mlýna pak byly použity na studia bratři Čapků. Roku 1940 proběhla přestavba mlýna na bydlení, přičemž byla změněna původní podoba budovy a zbylo zde jen přízemí s klenbami a pekařská pec. Mlýn několik desetiletí chátral, k jeho záchraně a rekonstrukci došlo až díky aktivitám města Hronova. Oprava mlýna, k níž došlo díky finanční podpoře ministerstva pro místní rozvoj, byla dokončena v první polovině roku 2022. V objektu vzniklo deset sociálních bytů i prostory pro expozici Muzea Náchodska.
Expozice je zaměřená na dětství sourozenců Čapkových, kromě toho se ale během prohlídky návštěvník seznámí také s dalšími významnými osobnostmi spojenými s Hronovem. V prostorách Staré papírny – Čapkova mlýna probíhají také příležitostné workshopy výroby papíru.

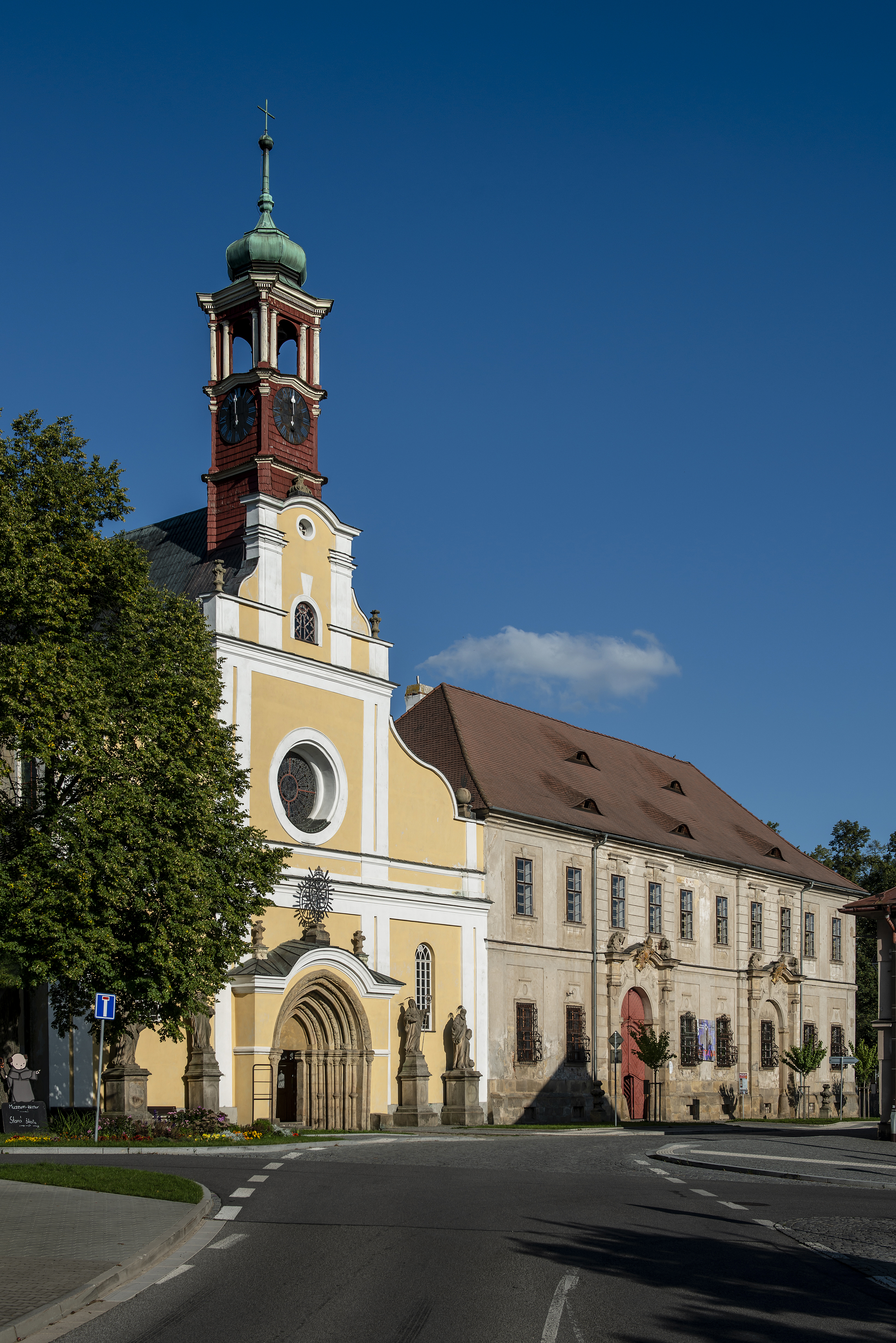
Muzeum v klášteře Police nad Metují

### Klášter v Polici nad Metují (Komenského náměstí 1, 549 54, Police nad Metují)
Klášter byl založen ve 13. století břevnovskými benediktiny. Jeho původně raně gotické budovy však byly upraveny nejprve barokně v 17. a 18. století (na úpravách se pravděpodobně podílel i Kilián Ignác Dientzenhofer). Nynější vrcholně barokní stavba pochází od italského architekta Anselma Luraga (1701–1765) z let 1754–1772. Proboštství bylo roku 1785 zrušeno, přičemž prostory bývalého konventu od té doby sloužily jako byty a skladové a jiné prostory. Klášter byl ještě upravován pseudogoticky, a to na konci 19. století.
Muzeum je umístěno v prvním patře kláštera. Během prohlídky se lze podívat do prostor opatova bytu, jenž byl zrenovován v roce 2023, a do dvou moderních audiovizuálních expozic. Ty vytvořil vizuální umělec Richard Loskot. Expozice Benediktinské Policko – příběh z dob středověké kolonizace a Lidová zbožnost – kraj poutních míst, zázračných studánek a pověstí netradiční formou provázejí historií Policka a vyzdvihují klíčové historické milníky.

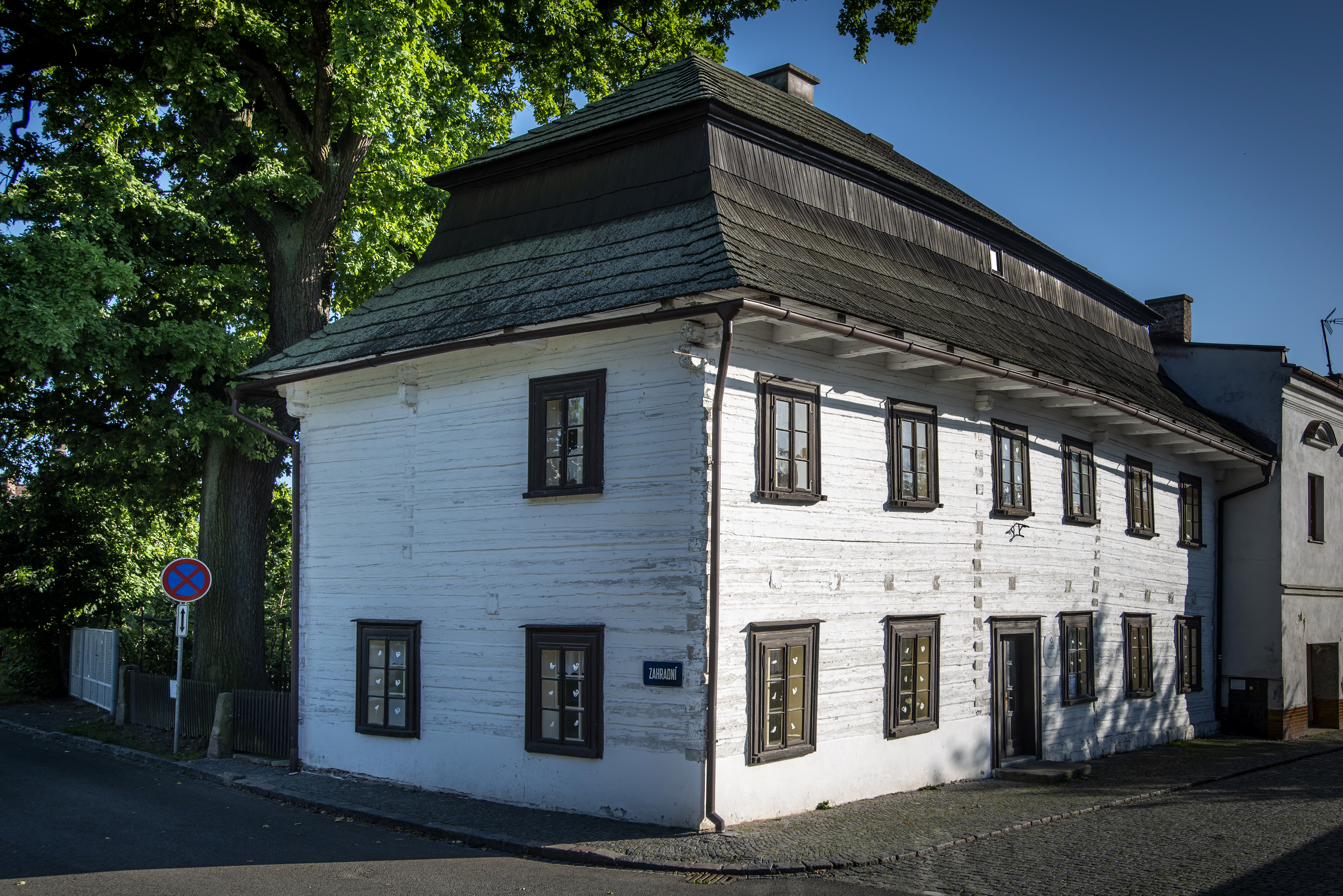
Stará škola Dřevěnka v Polici nad Metují

### Stará škola Dřevěnka (Hvězdecká 15, 549 54, Police nad Metují)
Objekt staré školy se nachází v nároží boční uličky mezi náměstím a klášterem. Dům klasické trojdílné dispozice je převážně dvoutraktový. Původní barokní patrová roubená stavba se šindelovou mansardovou střechou byla postavena v roce 1785 jako náhrada za již nevyhovující dřevěnou školu z roku 1705. Výuka v této škole probíhala až do roku 1857. V přízemí se nacházely dvě třídy, v patře byty učitelů. Kolem roku 1900 byla v přízemí bývalé školy umístěna truhlárna. Interiéry jsou již nepůvodní a byly upravené v 90. letech 20. století. Z původního vybavení se zachovalo pouze dřevěné schodiště ve vstupní síni. Stará škola je dokladem typického městského domu východočeského regionu z přelomu 18. a 19. století včetně úpravy průčelí bílením.

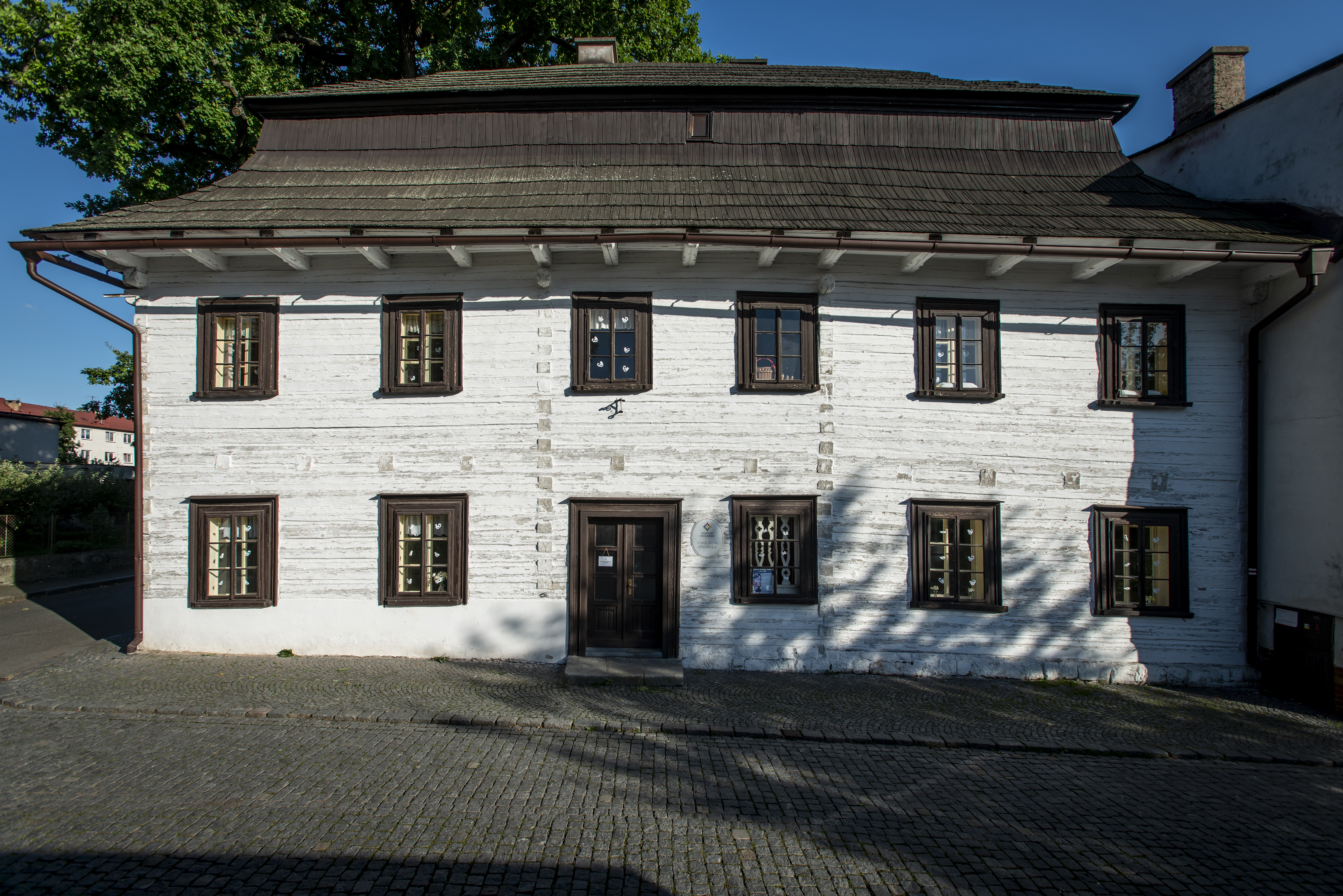
Stará škola Dřevěnka v Polici nad Metují

V současnosti jsou v přízemí školy nainstalovány ukázky dvou školních tříd a v patře replika bytu učitele z počátku 20. století. Expozice nezachycuje podobu školy z období, ve kterém v ní probíhala výuka (1785 až 1856), ale až z mladší doby. Menší školní třída je vybavena celodřevěnými lavicemi z Pěkova a Dolních Vernéřovic, velká školní třída připomíná podobu školní třídy z 30. let 20. století a její vybavení pochází ze zrušené školy v Dolních Vernéřovicích, které muzeu daroval obecní úřad v Jívce. Byt v prvním patře je zařízen převážně nábytkem ze sbírek Muzea Náchodska, jako je kompletní ložnice z domácnosti pana Fajta z Police nad Metují či stará lednice z Hejtmánkovic. Vystavené nádobí, oblečení, prádlo a další vybavení je ze sbírek paní Šťovíčkové, Hejnové a z dalších darů.

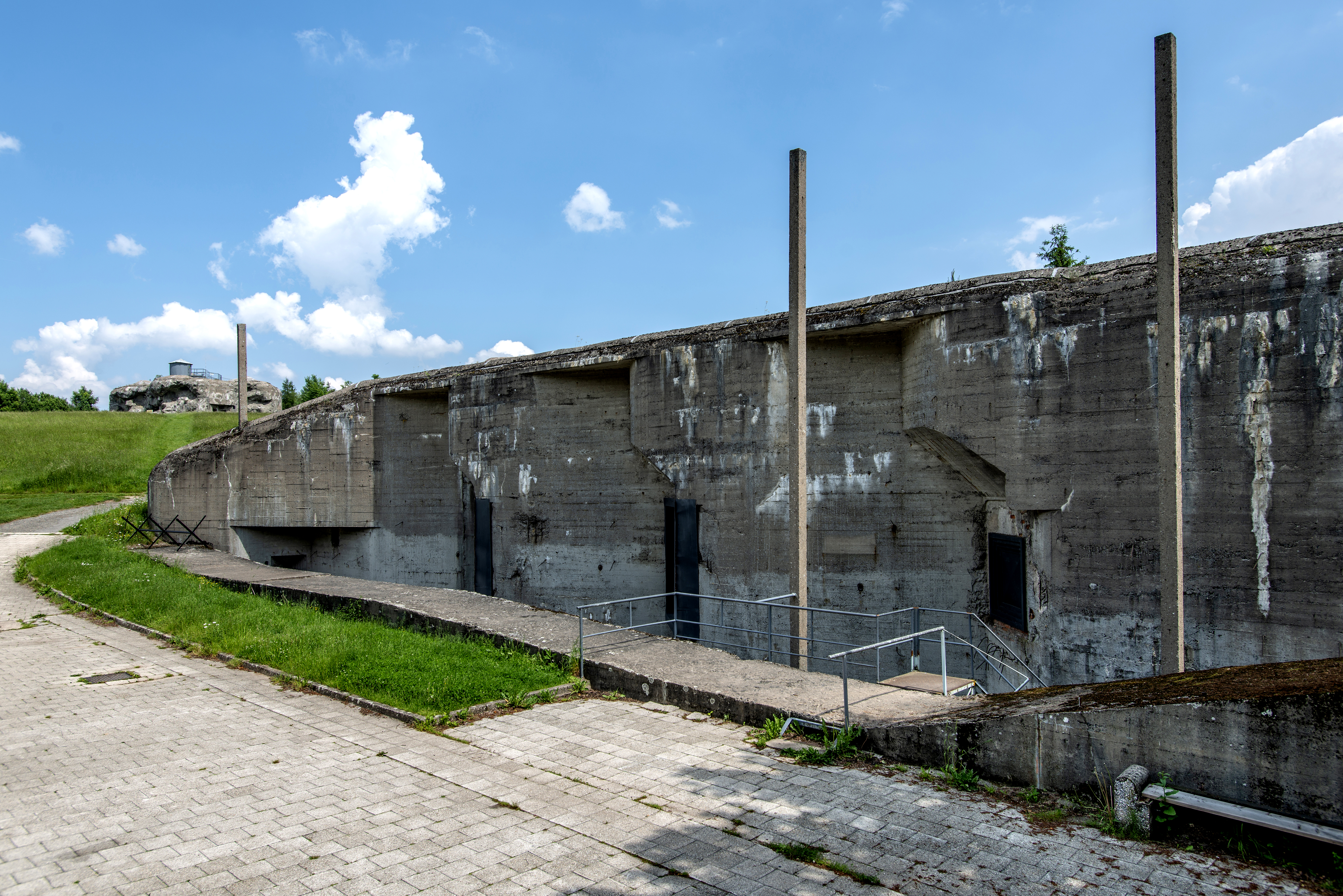
Pevnost Dobrošov

### Pevnost Dobrošov (Dobrošov 97, 547 01, Náchod)
Stavba tvrze Dobrošov, jejíž zbraně měly zabránit přístupu německé armády do Čech přes Náchod, byla zahájena v roce 1937. Do 30. září 1938 se podařilo vyrubat všechny podzemní prostory, zahájit jejich betonáž a vybetonovat tři ze sedmi bojových objektů. Jedná se o rozsáhlý komplex podzemních a nadzemních objektů nedokončené dělostřelecké tvrze československého opevnění, doplněný i torzy objektů lehkého opevnění a navazujícími objekty linie těžkého opevnění. V podzemí se nachází téměř 3 km chodeb a podzemních sálů.

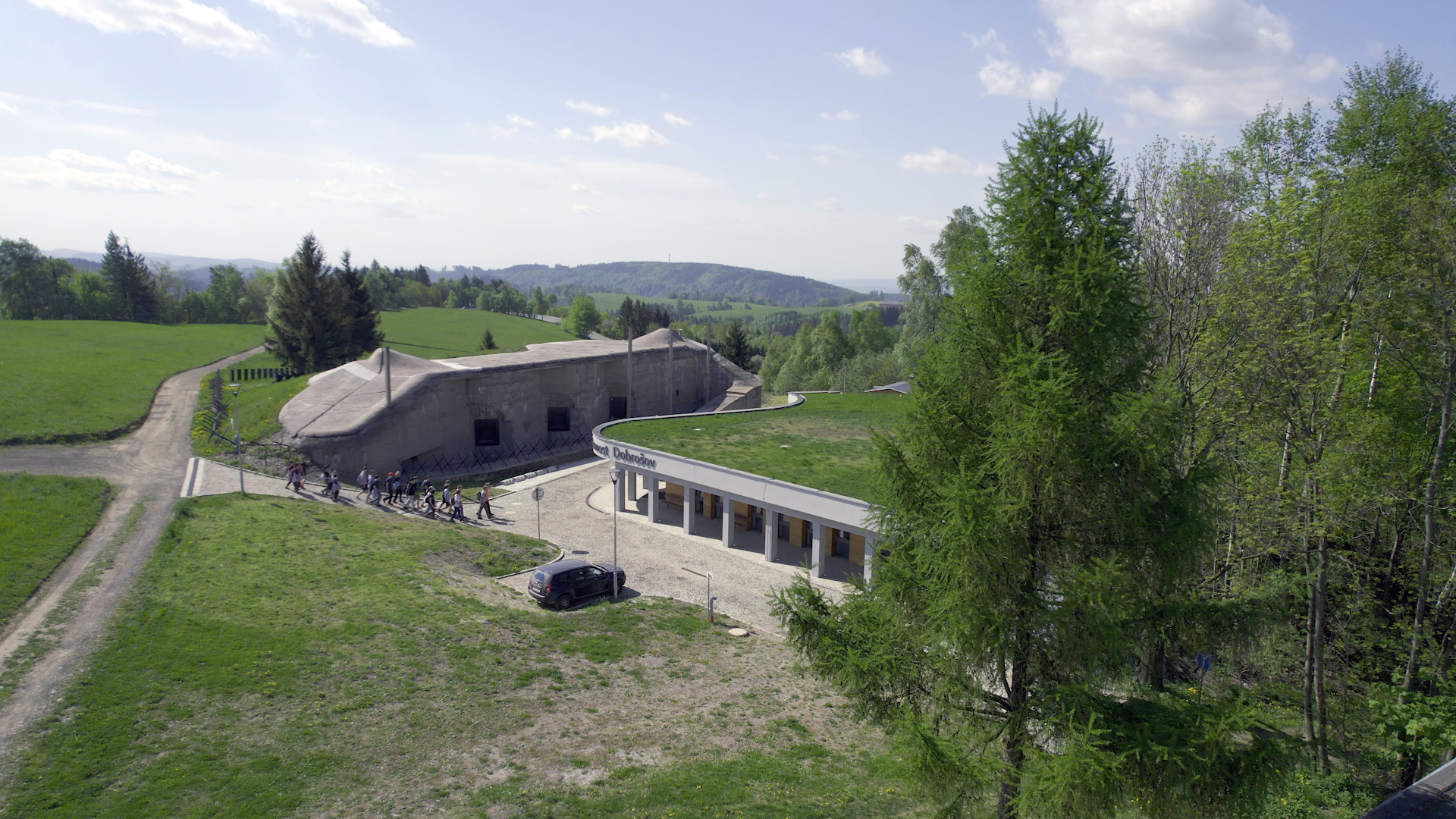
Pohled na návštěvnické centrum pevnosti Dobrošov

V roce 1968 započaly práce na zpřístupnění dobrošovské pevnosti veřejnosti, nakonec uskutečněném dne 1. května 1969. Od tohoto data je zde umístěna expozice zaměřená na československé opevnění. Mezi lety 2019 a 2022 prošla pevnost nákladnou rekonstrukcí, během které bylo vybudováno nové návštěvnické centrum a zásadně se proměnila i expozice v jednotlivých pevnostních objektech.

## Návštěvnost
| Rok  | Celková návštěvnost | Výstavní síň, Náchod | Broučkův dům, Náchod | Pevnost Dobrošov | Jiráskův rodný domek, Hronov | Stará papírna Čapkův mlýn, Hronov | Jiráskovo muzeum v Hronově | Muzeum města Police nad Metují | Stará škola Dřevěnka v Polici nad Metují |
| ---- | ------------------- | -------------------- | -------------------- | ---------------- | ---------------------------- | --------------------------------- | -------------------------- | ------------------------------ | ---------------------------------------- |
| 2014 | 35 558              | 1 378                | x                    | 24 617           | x                            | x                                 | 3 050                      | 3 759                          | x                                        |
| 2015 | 38 287              | 1 635                | x                    | 26 823           | 2 766                        | x                                 | 254                        | 3 443                          | 1 277                                    |
| 2016 | 37 480              | 864                  | x                    | 28 306           | 2 298                        | x                                 | 285                        | 1 994                          | 1 795                                    |
| 2017 | 30 517              | 1 167                | x                    | 22 458           | 2 723                        | x                                 | 358                        | 1 494                          | 1 284                                    |
| 2018 | 27 220              | 3 169                | x                    | 13 132           | 2 200                        | x                                 | 639                        | 3 298                          | 2 527                                    |
| 2019 | 14 539              | 2 253                | x                    | 1 343            | 4 043                        | x                                 | 1 343                      | 1 756                          | 2 258                                    |
| 2020 | 8 709               | 1 584                | x                    | 28               | 2 468                        | x                                 | 235                        | 1 530                          | 934                                      |
| 2021 | 9 921               | 2 271                | 1 737                | -                | 1 482                        | x                                 | 823                        | 1 256                          | 1 255                                    |
| 2022 | 33 231              | 2 706                | 2 223                | 21 374           | 1 850                        | 2 050                             | 84                         | 725                            | 1 232                                    |
| 2023 | 51 725              | 1 777                | 3 181                | 37 218           | 3 313                        | 2 506                             | -                          | 1 646                          | 2 389                                    |
| 2024 | 56 581              | 1 537                | 3 510                | 36 250           | 4 343                        | 1 892                             | -                          | 3 279                          | 1 761                                    |

## Sbírkový fond
Sbírkový fond muzea je poměrně rozsáhlý, přičemž v současné době čítá bezmála osmdesát tisíc inventárních jednotek a přes šestnáct tisíc knih. Fond vznikl sloučením sbírek několika městských muzeí, především Městského muzea v Náchodě, Památníku města Police nad Metují, Jiráskova muzea v Hronově a zaniklých muzeí v Novém Městě nad Metují a Červeném Kosteleci. Součástí muzejního fondu byla i sbírka soukromého Rydlova muzea v Nahořanech, která však byla v roce 1991 vrácena v restituci potomkům původního majitele. Co se týče konkrétních sbírek ve sbírkovém fondu, tak ty mají převážně historicko-vlastivědný charakter. Muzeum disponuje značně rozsáhlými kolekcemi lidového malovaného nábytku, lidových podmaleb na skle, hodin, osvětlovadel, řemesel, lidového hrnčířství, skla, kamenin, porcelánu, textilu a dokladů podomácké textilní výroby. Značně rozsáhlá je sbírka numismatická, jejíž jádro, vedle původního fondu náchodského muzea, tvoří také kolekce převzatá z muzea v Jaroměři. Významné místo zaujímá rovněž sbírka archeologická, která tvoří nejstarší část sbírkového fondu. Ve 30. letech 20. století získalo muzeum také rozsáhlou soukromou Šintákovu sbírku památek z prusko-rakouské války 1866, jež se stala základem současného fondu militarií. Muzeum Náchodska dnes vlastní též značně rozsáhlou kolekci betlémů (více než sto šedesát ucelených souborů), jejíž podstatnou část tvoří darovaná soukromá sbírka pana Michala Jozka.
Mezi nejvzácnější exponáty ze sbírkového fondu Muzea Náchodska náleží např. obraz vojevůdce, diplomata a tehdejšího majitele novoměstského panství Waltra z Leslie (1607–1667). Tento obraz byl do sbírek náchodského muzea zapsán v roce 1980. Ve sbírkách Muzea Náchodska se také nachází unikátní votivní obraz s Mariazellskou Madonou vytvořený technickou podmalby na skle, jenž byl zhotoven patrně v Kladsku v poslední třetině 18. století. Do sbírek náchodského muzea byla tato podmalba na skle převedena v roce 1989 z muzea v Hronově, kde byla do sbírkové evidence zapsána již 30. srpna 1900, tedy dlouho před oficiálním založením hronovského muzea. Velmi cenným exponátem, které ve svých sbírkách náchodské muzeum uchovává, je i Vojenská pruská torna z bojiště na Brance 27. června 1866. Tato torna, kterou muzeu daroval Rudolf John, továrník a obecní starší v Náchodě, byla do přírůstkové knihy zapsána dne 30. června roku 1905 pod pořadovým číslem 1591. Vojenská torna je vzácná z několika důvodů, přičemž pomineme-li skutečnost, že se takových předmětů ve sbírkách muzeí mnoho nezachovalo, je tato torna navíce spojena s konkrétní bitvou a dokonce i přímo s konkrétním vojákem. Dalšími vzácnými a ojedinělými kusy (a to i v rámci celé České republiky), kterými se náchodské muzejní sbírky pyšní, jsou předměty spojené se starověkým Egyptem. Vedle starověkých nálezů, které získal již zakladatel muzea J. K. Hraše, se jedná o kolekci šperků z pozůstalosti po operní zpěvačce Jarmile Hassan Abdel Wahab Kristenové (1917–1996), manželce Hassana Muhammada Abdel Wahab, člena trůnní rady egyptského krále Farúka (1920–1965).

## Muzejní knihovna

### Historie
Knihovna Muzea Náchodska je knihovnou základní se specializovanými fondy. Základ knihovny tvoří knižní fond bývalého Městského muzea založeného v roce 1879 J. K. Hrašem. V 70. letech 20. století byl fond rozšířen o dokumenty knihovní povahy ze zrušených muzeí v Červeném Kostelci a Novém Městě nad Metují. V roce 1972 obsahovala knihovna celkem 2 284 svazků – muzejní fond (Mz) 1413 svazků, příruční fond (Př) 871 svazků. Jako samostatné oddělení se knihovna profiluje od začátku 80. let, kdy se od původně jediné evidence knižních přírůstků oddělila evidence sbírky a rovněž bylo zahájeno systematické pořádání fondů. Na začátku 90. let, kdy ukončila samostatnou činnost muzea v Hronově a Polici nad Metují, byl knihovní fond rozšířen o fondy těchto institucí. K významnější reorganizaci knihovny pak došlo počátkem nového tisíciletí, se zahájením elektronické katalogizace a zejména pak po roce 2006 v souvislosti s přestěhováním muzea z dosavadního objektu v zámeckém areálu (dům čp. 1284) do nových prostor v tzv. Staré radnici.
K roku 2024 pokračovala elektronická katalogizace knih, která byla prováděna do knihovního systému Tritius. Ke stejnému roku byla muzejní knihovna knihovnou prezenční, která půjčovala knihy pouze ke studiu v badatelně v administrativní budově muzea (Stará radnice, Masarykovo náměstí 1, dům čp. 1).

### Knihovní fond a nejvýznamnější tisky
Knihovní fond je členěn na historický, studijní a specializovaný. Jádrem historického fondu jsou dokumenty sbírkové povahy, přičemž většinou se jedná o rukopisy a staré tisky (vydané do roku 1800). Tematicky se jedná především o díla s náboženskou tematikou – modlitební knížky a bible, dále o díla s tematikou válečnou či lidového léčitelství. Ostatní část historického fondu představují tisky vydané v 19. století. Studijní fond zahrnuje převážně encyklopedie, slovníky, periodika a odborné publikace především se vztahem k dějinám, a dále z oborů archeologie, numismatiky, etnografie, řemesel, architektury, výtvarného i užitého umění a muzeologie. Specializovaný fond je zaměřen na díla se vztahem k okresu Náchodu, regionu severovýchodních Čech, potažmo s vazbou k celému Královéhradeckému kraji. Jedná se tedy o publikace pojednávající o historii, přírodním a kulturním dědictví vymezeného území. Je zde zastoupena i tvorba význačných spisovatelů spjatých s regionem.
Mezi nejvýznamnější skvosty z knihovního fondu Muzea Náchodska náleží na prvním místě Práva a zřízení zemská Království českého z roku 1564 (v redakci Volfa Vřesovce z Vřesovic), vydaná nejvýznamnějším pražským tiskařem tohoto období Jiřím Melantrichem Rožďalovským z Aventina (1511–1580) . Mimořádnost této knihy podtrhuje navíc skutečnost, že jejím vlastníkem byl spisovatel, politik, přední představitel stavovského povstání v předbělohorské době a jeden ze sedmadvaceti českých pánů popravených roku 1621 na Staroměstském náměstí – Václav Budovec z Budova (1551–1621). Dokládá to jeho podpis s dedikací na rubu titulního listu kodexu a řada rukou připsaných poznámek. Nejcennějším rukopisem je konvolut českých próz z let 1449–1487 (Kronika trojanská, povídka o Štilfrídovi a povídka o Alexandru Velikém) s přípisky prvního obrozeneckého historika Náchodska Josefa Myslimíra Ludvíka (1796–1856). K dalším významným tiskům náchodské muzejní knihovny se řadí exemplář tzv. Bible svatováclavské (1677), který ač není kompletní, je nesmírně cenný, neboť pochází z majetku devátého litoměřického biskupa a významného náchodského rodáka Josefa Františka Hurdálka (1747–1833). Další cennou biblí z knižního fondu je např. Melantrichova bible (1549) s cenzorskými zásahy katolického opata Heinze z Police nad Metují. K zajímavým exponátům knihovny se dále řadí díla z osobní knihovny spisovatele Aloise Jiráska (1851–1930) či autora české předválečné psychologické prózy Egona Hostovského (1908–1973).

## Ediční činnost
Jednou z činností Muzea Náchodska je také ediční a vydavatelská činnost. Muzeum vydává periodické i neperiodické publikace a také propagační materiály k expozicím a jednotlivým výstavám.
Mezi periodické publikace vydávané Muzeem Náchodska se řadí především Náchodské muzejní noviny, které vycházejí od roku 2015 dvakrát ročně. Mezi lety 1985 a 2012 vydávalo muzeum také vlastivědný sborník Náchodsko od minulosti k dnešku, jehož vyšlo celkem 7 dílů.
Muzeum Náchodska prezentuje (a jeho předchůdci prezentovali, tj. Okresní muzeum Náchod a Regionální muzeum Náchod) i výsledky bádání svých pracovníků, přičemž zde lze zmínit především publikace bývalého ředitele muzea Václava Sádla či historiků Ladislava Hladkého a Oldřicha Šafáře.

#### Výběrový seznam katalogů k výstavám a publikací vydaných Muzeem Náchodska (a jeho předchůdci):[60]
- LIBŘICKÁ, Barbora. Katalog vějířů ze sbírky Muzea Náchodska, Náchod: Muzeum Náchodska, 2022, 142 s.
- HÁLEK, Jan (ed.). "Sběratel autogramů a vůbec správnej muž" : osobní reflexe vzniku Československa ve sbírce Jana Slánského, správce Jiráskova muzea v Hronově, Praha: Masarykův ústav a Archiv AV ČR; Náchod: Muzeum Náchodska, 2022, 371 s.
- NÝVLTOVÁ, Pavlína. Bible v dějinách knižní kultury, Náchod: Regionální muzeum v Náchodě, 2015, 108 s.
- SVATOŇ, Vladimír. Léčitelství na Náchodsku, Náchod: Regionální muzeum v Náchodě, 2013, 48 s.
- TŮMA, Jan. Lidová roubená architektura Kladského Pomezí – mizející tvář krajiny, Náchod: Regionální muzeum v Náchodě, 2011, 55 s.
- EKRT, Boris – HLADKÝ, Ladislav. O Jiráskovi, Náchod: Regionální muzeum v Náchodě, 2011, 54 s.
- SÁDLO, Václav. Egon Hostovský a rodný kraj, Hronov: Regionální muzeum v Náchodě, 2010, 56 s.
- ŠPANIEL, Bohumír – SÁDLO, Václav – NEŠETŘILOVÁ, Blanka – NÝVLTOVÁ, Pavlína. Náchod v dílech profesionálních malířů, Náchod: Regionální muzeum v Náchodě, 2004, 36 s.
- SÁDLO, Václav. Odboj občanů okresu Náchod v zahraničních pozemních jednotkách (1936-1945), Náchod: Okresní muzeum v Náchodě, 2000, 549 s.
- ŠAFÁŘ, Oldřich. Náchodské figurky, Náchod: Okresní muzeum v Náchodě, 1999, 16 s.
- HLADKÝ, Ladislav. Hronov a dějiny, Náchod: Okresní muzeum v Náchodě, 1999, 111 s.
- ŠAFÁŘ, Oldřich – ŠAFÁŘ, Karel. Náchod ve vzpomínkách Jana Martínka, Náchod: Okresní muzeum v Náchodě, 1996, 43 s.
- BAŠTECKÁ, Lydia – SÁDLO, Václav – HLADKÝ, Ladislav (red.). Náchod v průběhu staletí. I. část, Náchod: Okresní muzeum v Náchodě, 1994, 12 s.
- BAŠTECKÁ, Lydia – SÁDLO, Václav – HLADKÝ, Ladislav (red.). Náchod v průběhu staletí. II. část, Náchod: Okresní muzeum v Náchodě, 1994, 12 s.
- ŠAFÁŘ, Oldřich – SÁDLO, Václav (red.). Náchod ve filatelii a numismatice, Náchod: Okresní muzeum v Náchodě, 1988, 12 s.
- KAPLAN, Václav – BROŽ, Jaroslav. Opevnění na Náchodsku. Skutečnost a vzpomínky, Náchod: Okresní muzeum v Náchodě, 1988, 127 s.
- SÁDLO, Václav. Keramika ze sbírek Okresního muzea v Náchodě, Náchod: Okresní muzeum v Náchodě, 1984, 13 s.
- KAPLAN, Václav. Evropská stálá opevnění v období mezi dvěma světovými válkami, Náchod: Okresní muzeum v Náchodě, 1984, 35 s.